# Eriocaulon disepalum
Eriocaulon disepalum là một loài thực vật có hoa trong họ Cỏ dùi trống. Loài này được Ridl. mô tả khoa học đầu tiên năm 1920.